# Ivan Chtcheglov
Ivan Vladimirovitch Chtcheglov, en ruso, Иван Владимирович Щеглов, (París, 16 de enero de 1933 - 21 de abril de 1998) fue un teórico político francés, activista político y poeta. También utilizaba el pseudónimo de Gilles Ivain.

## Biografía

### Familia
Su padre era ucraniano y su madre francesa. Ivan es hijo de Vladimir Chtchegloff, revolucionario ucraniano condenado a dos años de prisión tras la Revolución rusa de 1905. Después de ser liberado, Vladimir deja atrás el Imperio ruso con su esposa Hélène Zavadsky. Viven durante tres años en Bélgica y después se instalan en París en 1910. Allí, Vladimir sigue trabajando como taxista. Es miembro activo del sindicato CGT y se implica en la huelga de taxistas de 1911.

## Internacional Letrista
A pesar de que su paso fue breve, Ivan Chtcheglov (alias Gilles Ivain) marcó con su impronta al movimiento de la Internacional Letrista (I.L.). Fue amigo de Henry de Béarn, Patrick Straram y Gaëtan Langlais.
Una de las raras muestras de la importancia de su papel entre 1953 y 1954 es su Formulaire pour un urbanisme nouveau ("Formulario por un urbanismo nuevo"), texto escrito en 1952-1953 que Guy Debord publicó en el número 1 de la revista Internationale situationniste con la siguiente presentación : "La Internacional letrista había adoptado en octubre de 1953 este informe de Gilles Ivain sobre el urbanismo que constituyó un elemento decisivo de la nueva orientación tomada entonces por la vanguardia experimental. El presente texto ha sido establecido partiendo de dos fases sucesivas del manuscrito, comportando ligeras diferencias en la formulación, conservadas en los archivos de la I.L., y convertidas en las piezas número 103 y 108 de los Archivos Situacionistas."
Ivan Chtcheglov fue excluido de la Internacional Letrista en 1954 poco después de la dimisión de Gaëtan Langlais (1935-1982) junto al cual continuó durante varios años algunas de las investigaciones empezadas en el seno de la Internacional Letrista.
Ivan Chtcheglov no perteneció nunca a la Internacional Situacionista pero fue considerado por Guy Debord como un miembro « de lejos » ya que Chtcheglov estuvo mucho tiempo internado en clínicas psiquiátricas (« Las condiciones en las que vive actualmente Ivan Chtcheglov puede ser considerada como una de las formas cada vez más diferenciadas que reviste, con la modernización de la sociedad, ese control sobre la vida que llevó, en otros tiempos, a la Bastilla por ateísmo, por ejemplo, o al exilio político. » Internationale situationniste n⁰ 9, « Lettres de loin », agosto de 1964). Chtcheglov es mencionado en la película de Debord, In girum imus nocte et consumimur igni.

## Activismo
En 1950, junto a su amigo Henry de Béarn, Ivan planifica explotar la Torre Eifel con dinamita que habían robado en unas obras ya que "la Torre Eifel reflejaba luz en su habitación común y les impedía dormir de noche".
En 1959, es arrestado en el bar Les Cinq Billards de la Rue Mouffetard en París y es internado por su mujer en un hospital psiquiátrico donde es tratado con inyecciones de insulina y con electrochoques durante cinco años.